# Corrado Agusta

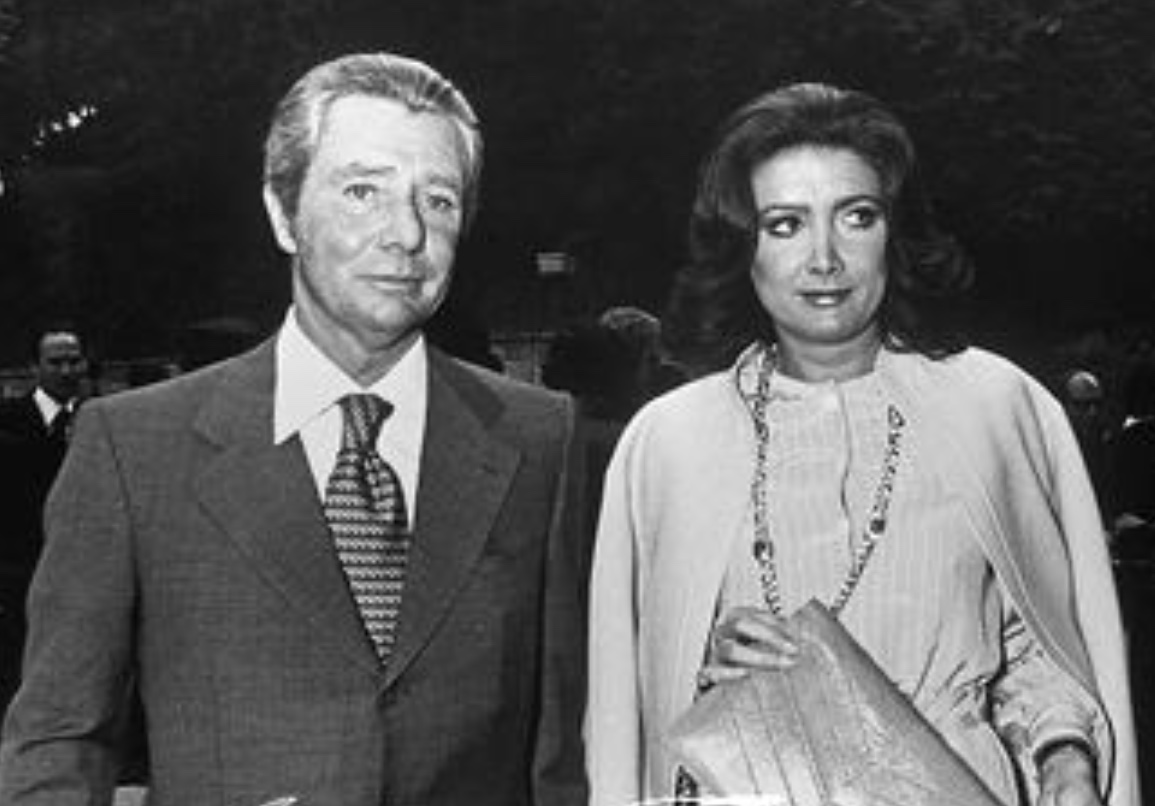
Corrado Agusta con la seconda moglie Francesca Vacca Agusta nel 1977

Il Conte Corrado Agusta (30 settembre 1923 – Sankt Moritz, 13 giugno 1989) è stato un imprenditore italiano.

## Biografia
Quarto e ultimo figlio del conte Giovanni Agusta, imprenditore aeronautico dell'omonima casa, nel 1950 sposò la soubrette Marisa Maresca da cui ebbe l'anno dopo un figlio, Riccardo "Rocky" morto nel 2018. 
Dopo aver divorziato dalla moglie nel 1968 conobbe Francesca Vacca Graffagni Agusta che sposò nel 1974.
Dal 1958 si occupò di vendere e ottenere contratti per l'azienda di famiglia in giro per il mondo assieme a Vittorio Emanuele di Savoia, poi, nel 1971, in seguito alla morte del fratello Domenico, divenne presidente dell'azienda.
In seguito perse il controllo della società di famiglia: cedette tutte le quote all'EFIM ma rimase presidente onorario fino al 1988.
La vendita della società gli fruttò alcuni miliardi di lire e con questo denaro acquistò anche un business jet Grumman Gulfstream, uno yacht da 54 metri, un appartamento nella Trump Tower, oltre a negozi e magazzini in piazza San Babila. Nel 1988 venne incriminato per traffico d'armi.
Negli anni ottanta si separò anche dalla seconda moglie ma i due non divorziarono mai.
Morì a 65 anni per una grave malattia nella sua villa di Saint Moritz. Il funerale si svolse a Cascina Costa di Samarate (VA), località sede dell'azienda di famiglia.